# Louise Madeleine Denau
Louise Madeleine Denau   (Ròchafòrt, 23 de desembre de 1845 - Canes, 3 de novembre de 1875), coneguda habitualment amb el pseudònim de Mademoiselle Berthal, fou una cantant francesa, que malgrat la fama de què gaudí en la seva època, n'hi ha molt poques dades. Posseïa una veu molt fresca i una gran intenció dramàtica, cosa que li valgué grans aplaudiments en els teatres que va recórrer, creant diferents tipus que es pot dir que van desaparèixer amb ella. Es dedicà especialment a les operetes, i estrenà les més aplaudides d'aquella època.